# Зевалица
Зевалица (Antirrhinum majus L.) од грчког Αητι – као, против према + ρισ, ρινοσ - нос, јер је цвет као нос (личи на нос). Српски се зове још и жабица, арсланага, вуки, лавово рило. Енглези цвет пореде са раздраженим змајем – snapdragon. Французима личи на вучју (gueule-de-loup), или лављу чељуст (gueule-de-lion), што је превод и са немачког - Große Löwenmaul, Garten-Löwenmaul, и са руског - львиный зев.

## Опис основне форме
Зевалица је перена која се користи као једногодишња биљка, а понекад и као двогодишња. Стабло усправно, право од 15 до 100 сm. Биљка често у облику пирамидалног жбунића. Изданци округли, зелени понекад љубичасти. При дну голи ка врху покривени рђастим длачицама.
Доњи листови наспрамни, вршни наизменични, ланцетасти до издужено јајасти, целог обода. Дужина 1-7 cm, ширина 2-2,5 cm.
Цветови зигоморфни, неправилно двоуснати, прости или дупли, у метличастим цвастима. Чашица петозуба, круница цеваста 3,5-4,5 cm. Цветови: бели, жути, розе, тамноцрвени, често двобојни. Цвета од јуна до првих мразева. Један цвет траје до 12 дана, а цела биљка до три месеца. Цвет опрашују бумбари.
Плод — многосемена чаура, 10-14 mm, чији зид пуца образујући три карактеристична отвора (личи на лобању).
Семе врло ситно 1 mm; у граму има 5.800-6.000 зрна. Клијавост очува до 4 године. Одликује се обилним самосевом.

## Ареал
Природно распрострањење - Медитеран.

## Услови средине
Обилно цвета на откривеним сунчаним положајима или у полусенци; потребни су јој простори заштићени од ветра. Зоне: 4-11. Земљишта: добро обрађена, средње влажна, суглинаста. pH: 5,0-8,0. При вишку влаге пати и пропада, посебно као расад. Уклањањем прецветалих цветова стимулише се гранање и ново цветање. Издржава краћа захлађења од -3 до -5°C.

## Сорте
| Серија | опис *( - нијансе боја према таблицама ) |
|        | висина 18 cm; дужина листа 3,2 cm. Боја тек отвореног цвета: горњи режањ (RHS) 55B-C, доњи режањ (RHS) 55C; боја потпуно отвореног цвета: горњи режањ (RHS) 56A-B, доњи режањ (RHS) 56A-B, Непца 7 мрље и 56A. Остали таксони из ове серије су ‘Playful Canary’, ‘Playful Copper’, ‘Playful Ice’, ‘Playful Magenta’, ‘Playful Twilight’. |
|        | Препоручују се за цветне леје и резани цвет. Централне цвасти се појављују брзо, а сорте су отпорније на рђу од других варијетета средње висине. Добро гранање у основи даје велики број цвасти по биљци и бољу отпорност на ветрове. Висина 35 до 45 cm. Серију чине сорте бела, жута са бронзаним дисколорацијама, чисто жута, бледо розе, бронзанонаранџаста са жутом дисколорацијом, интензивно тамнорозе, тамнорозе, жива сомотасто црвена, розе, тамнија од ‘Apple Blossom‘, и светлија од ‘Pink‘,‘Scarlet‘ тамнонараџастоцрвена. |
|        | висина 15 cm. Дужина листа 4 cm; боја тек отвореног цвета: горњи режањ (RHS) 58B и 62D, доњи режањ (RHS) 63B и 55C; боја потпуно отвореног цвета: горњи режањ (RHS) 63B-C и 62C-D, доњи режањ (RHS) 63B-C и 155B, Непца 7 мрље и 63B. Остали таксони из ове серије су: . |
|        | патуљаста жбунолика зевалица са најтамнијим, скоро црним листовима, виђеним код ове врсте. Атрактивна је и пре цветања, а посебно кад формира бело љубичасте двобојне цветове. Изванредна је за бордуре и посуде, а показује и солидну отпорност према рђи. Остали таксони из ове серије . |
|        |‘Bronze‘ цвета од априла до новембра. Висина 25 - 50 cm, ширина 25 - 50 cm. Полегли покривач тла са цветовима величине 3 - 5 cm. Листови светлозелени. Биљка за посуде, корпе, цветне леје, патио. Остали таксони из ове серије су: . |

| Сорта | опис *( - нијансе боја према таблицама ) |
|       | Прва јасно наранџаста патуљаста форма са лептирастом формом цветова. Цвет је тамнонаранџаст, бронзан, прост. Висина: 25-30 cm, ширина 35-50 cm. Захтева потпуну осунчаност. Доста је отпорна на ниске температуре и рђу. Сетва се врши у стакленику или ограђеној леји, а касније пресађује. Сорта је добила златну медаљу 1974. |
|       | Висина: 30-45 , растојања за садњу 30-40 . Цветови двобојни, јасно жути и црвени. |
|       | Висина: 15-45 cm, растојања за садњу 30-40 . Цветови розе. |
|       | Висина: 30-45 , растојања за садњу 30-40 . Цветови црвени, дупли. |
|       | Висина: 30-45 , растојања за садњу 30-40 . Цветови шарлах црвени. Самосевом задржавају боју цветова у високом проценту. |

## Значај за пејзажну архитектуру и хортикултуру
Препоручује се за цветне леје, рабатне, групну и масовну садњу, миксбордуре, бордуре са жбуновима, за балконе, саксијске културе и као елеменат ливадских вртова. Зевалица је једна од незаобилазних врста у старим и руралним баштама. Истовремено нове сорте којих је на стотине од осамдесетих година прошлог века, и које поред отпорности на рђу дају потпуно нове комбинације боја, величина и форми, гарантују место овој врсти у савременим вртовима. Биљке се ујесен могу пресадити у саксије и унети у просторију где могу дуго да цветају. Добре су комбинације са таксонима рода Salvia и Tulipa сортама врста Lobularia maritima и Соsmos bipinnatus сличних или контрастних боја. Као резани цвет зевалица у води траје 7-14 дана при томе отварају се сви пупољци, па је за резани цвет најбоље брати цвасти са пупољцима када су отворени само најнижи цветови.

## Значај ван пејзажне архитектуре и хортикултуре
Из семена се, наводно, може добити уље нешто слабије од маслиновог. У Русији се зевалица гаји за ове потребе. Извесна сумња постоји због изузетно ситног семена. Листови и цветови су антифлогистици (ублажавају упале), имају антитуморско и стимулативно дејство. За потребе фармације биљка се сакупља лети кад цвета и суши се. Из цветова се добија зелена боја за тканине којој нису потребни додаци. Уз додатке даје тамнозелену и златну.